# Violeta Hemsy de Gainza
Violeta Hemsy de Gainza (Tucumán, 25 de enero de 1929- Buenos Aires, 7 de julio de 2023) fue una pianista y pedagoga musical argentina. Escribió alrededor de cuarenta publicaciones con diferentes artistas.

## Trayectoria
Sus estudios de grado los realizó en la Universidad Nacional de Tucumán, donde egreso como licenciada en música, especialidad piano. En 1951 obtuvo una beca para perfeccionarse en el Teacher's College de la Universidad de Columbia en Nueva York. Más tarde realizó estudios en París, con Gerda Alexander, creadora del concepto de «eutonía» (1976), y en Dinamarca (1982). Escribió alrededor de cuarenta publicaciones que fueron traducidas al inglés, francés, alemán, italiano, portugués y holandés, que abarcan desde la pedagogía general de la música, la didáctica del piano, de la guitarra, hasta los conjuntos vocales infantiles y juveniles, como también la improvisación musical y la musicoterapia. Estos trabajos son frecuentemente estudiados en trabajos de tesis e investigación.
Ha actuado como presidente del Foro Latinoamericano de Educación Musical (FLADEM), desde su fundación en 1995 hasta 2005. y miembro del directorio de la International Society for Music Education Además fue invitada como jurado, profesora y conferencista por universidades, conservatorios, centros musicales y artísticos como también por organismos internacionales como la OEA, UNESCO, ISME (International Society for Music Education) y gobiernos como el de Francia, Alemania, el Ministerio de Educación de España y el Ministerio de Cultura de Cuba (Ministerio de Cultura.
En 1989 recibió el diploma al mérito como pedagoga de la Fundación Konex.
Ha sido invitada en calidad de jurado, miembro, consultor, profesor y conferencista por universidades, conservatorios, centros musicales y artísticos e instituciones como la OEA, UNESCO, ISME (International Society for Music Education) y gobiernos, como el de Francia (Midem Classique), Alemania (Deutsche Musikrat) y los ministerios de Educación de España y Cuba.
Ha dictado cursos, seminarios y conferencias en París (Francia), Bilbao, Valencia, Zaragoza, Vitoria (España), Jerusalén, Tel Aviv, Haifa (Israel), Oporto, Lisboa (Portugal), Florencia, Nápoles (Italia), Moscú (Rusia), Tallin (Estonia), Helsinki (Finlandia), Varsovia (Polonia), Tokio (Japón), Christchurch (Nueva Zelanda), Perth, Canberra, (Australia), Montreaux (Suiza), Innsbruck (Austria), Estocolmo (Suecia), Eugene (Oregón), Utah, New York, Bloomington (USA) Toronto, Banff, London (Canadá), México, La Habana (Cuba), Lima (Perú), Quito (Ecuador), Río de Janeiro, São Paulo, Porto Alegre, Ouro Preto, Belo Horizonte, São João do Rei, Goiania, Brasilia, Montenegro, Bahia (Brasil), Santo Domingo (República Dominicana), Montevideo (Uruguay), Santiago de Chile, La Serena (Chile), Sucre (Bolivia), Medellín, Bogotá (Colombia), Caracas (Venezuela), San José (Costa Rica), Managua (Nicaragua), San Juan (Puerto Rico) y Ciudad de México (México).
También incursionó en el ámbito editorial siendo directora de la Colección Musical de la Biblioteca Pedagógica para la Editorial Guadalupe, fue editora de los anuarios de la ISME en español y de la revista de la Asociación Argentina de Musicoterapia y codirectora de la colección Cuerpo, Arte y Salud del Grupo Editorial Lumen.
De Gainza se ha desempeñado como Presidenta del Foro Latinoamericano de Educación Musical desde su fundación en 1995 hasta 2005 y como presidenta Honoraria también, como Coordinadora de la Comisión de Musicoterapia de la ISME (1974-1986), presidenta y miembro consultor de la Asociación Argentina de Musicoterapia, miembro Fundador de la Sociedad Argentina de Educación Musical y miembro de la Comisión Asesora de la Carrera de Musicoterapia de la Universidad de Buenos Aires. También incursionó en la pedagogía musical siendo Profesora Honoraria de la Universidad Metropolitana de Ciencias de la Educación de Santiago de Chile y exprofesora titular de las Cátedras de Didáctica Musical y Técnicas de Improvisación en la Universidad Nacional de La Plata, en el Conservatorio Nacional “Carlos López Buchardo" y en el Conservatorio Municipal “Manuel de Falla" de Buenos Aires.
De su actividad docente varios de sus alumnos fueron destacados músicos, como Leo Sujatovich, Andrés Calamaro, Fito Páez, Ariel Rot, Claudio Gabis, Edu Zvetelman, Daniel Tarrab, Nessy Muhr, Sergio Dawi, Federico Mizrahi, Ezequiel Izcovich, Fabiana Galante, María Teresa Corral, Pepa Vivanco, Pichona Sujatovich, Marga Grajer y Esther Schneider.

## Obra
La obra escrita de Gainza abarca más de cuarenta títulos sobre pedagogía de la música, didáctica del piano, de la guitarra, improvisación musical y musicoterapia entre otros temas, libros que han sido publicados en distintos idiomas además del español:
- A jugar y cantar con el piano, 1993, Editorial Guadalupe, ISBN 9789505001842.
- Aproximación a la eutonía, conversaciones con Gerda Alexander, 1997, Editorial Paidós, ISBN 9789501244205.
- El cantar tiene sentido, 1994, Editorial Ricordi Americana, ISBN 9789502202679.
- Claudio Gabis: sur, blues y educación musical, 2000, Editorial Lumen, ISBN 9789870000242.
- La educación musical frente al futuro,1993, Editorial Guadalupe, ISBN 9789505003037.
- En música in dependencia educación y crisis social, 2007, Editorial Lumen, ISBN 9789870006893.
- La improvisación musical, 1993, Editorial Ricordi Americana, ISBN 9789502202662.
- La iniciación musical del niño, 1984, Editorial Ricordi Americana, ISBN 9789502202037.
- Método para piano, 1984, Editorial Barry, ISBN 9789505400003.
- Música para niños compuesta por niños, 1984, Editorial Guadalupe, ISBN 9789505000661.
- Fundamentos, materiales y técnicas de la educación musical, 1984, Editorial Ricordi Americana, ISBN 9789502202167.
- Conversaciones con Gerda Alexander, 2007, Editorial Lumen, ISBN 9789870006817.